# Giuseppe Cerami (sénateur)
Ne doit pas être confondu avec Pino Cerami.
Giuseppe Cerami, né à Palerme le 26 octobre 1924, mort le 23 février 1989, est un homme politique italien.

## Biographie
Avocat à la cour de cassation, il est allié à la famille de Santa Maria del Gesù de Paolino Bontà.
Il est élu au conseil municipal de Palerme sous l'étiquette monarchiste puis réélu avec la Démocratie chrétienne. Il est assesseur communal à plusieurs reprises, vice commissaire de l'Azienda speciale per la zona industriale di Palermo, vice-président de l'Azienda autonoma per la gestione del patrimonio turistico alberghiero della regione siciliana  
Il est élu au Sénat le 19 mai 1968 dans la circonscription Palerme 2, grâce aux soutiens de la famille de Ciaculli, dirigée par Michele et Salvatore Greco.
Il est sous-secrétaire aux Finances dans les gouvernements Moro IV et V, à la marine marchande dans le gouvernement Craxi I.
Il siège à la commission parlementaire pour l'affectation des fonds dédiés à la reconstruction du Belice (1976-1983).
Il a pour secrétaire Vincenzo Inzerillo qui sera à son tour sénateur puis condamné pour ses relations étroites avec des familles mafieuses siciliennes.

## Mandats et fonctions
- Sénateur du 5 juin 1968 au 11 juillet 1983
- Sous-secrétaire d’État
  - Finances du 28 novembre 1974 au 11 février 1976 (Moro IV)
  - Finances du 13 février 1976 au 28 juillet 1976 (Moro V)
  - Marine marchande du 9 août 1983 au 31 juillet 1986 (gouvernement Craxi I)